# Leopold Wohlrab
Leopold Wohlrab, avstrijski rokometaš, * 22. marec 1912, † 5. januar 1981.
Leta 1936 je na poletnih olimpijskih igrah v Berlinu v sestavi avstrijske rokometne reprezentance osvojil srebrno olimpijsko medaljo.